# Alien Syndrome (1987)
Alien Syndrome is een Shoot 'em up-videospel voor de Arcadehal. Het spel werd uitgebracht in 1987. In 1988 werd het spel uitgebracht op een aantal andere platformen, zoals het Sega Master System, de Amiga, de Atari ST, de Commodore 64 en de NES.
Het doel van het spel is alle gevangen bevrijden en via een noodluik te vluchten voordat de tijdbom ontploft. Aan het eind van het level komt de speler oog in oog te staan met de moeder-alien. Het spel kan met een of met twee spelers om de beurt gespeeld worden. Het scherm wordt van bovenaf weergegeven.

## Platforms
| Jaar | Platform                                                          |
| ---- | ----------------------------------------------------------------- |
| 1986 | Arcade                                                            |
| 1987 | SEGA Master System                                                |
| 1988 | Amiga, Amstrad CPC, Atari ST, Commodore 64, MSX, NES, ZX Spectrum |
| 1989 | DOS                                                               |
| 1992 | Game Gear, Sharp X68000                                           |

## Ontvangst
| Beoordeeld door                       | Platform           | Datum            | Score |
| ------------------------------------- | ------------------ | ---------------- | ----- |
| Computer and Video Games (CVG)        | SEGA Master System | april 1988       | 80%   |
| Your Sinclair                         | ZX Spectrum        | november 1988    | 80%   |
| Power Play                            | Atari ST           | juli 1988        | 75%   |
| Power Play                            | Commodore 64       | juli 1988        | 70%   |
| Power Play                            | SEGA Master System | februari 1988    | 70%   |
| Power Play                            | Game Gear          | juni 1992        | 69%   |
| Video Game Den                        | NES                | 2 januari 2011   | 60%   |
| Defunct Games                         | Game Gear          | 7 mei 2006       | 57%   |
| ACE (Advanced Computer Entertainment) | Commodore 64       | augustus 1988    | 50%   |
| Game Freaks 365                       | SEGA Master System | 30 augustus 2005 | 30%   |